# Ornaatelfje
Het ornaatelfje (Malurus cyaneus) is een zangvogel uit de familie Maluridae (elfjes). De soort komt voor in Australië. De vogel werd op Tasmanië waargenomen en beschreven door tekenaar en assistent-scheepsarts William Ellis als Motacilla cyanea in de reisbeschrijvingen van de derde reis van James Cook.

## Kenmerken
Het ornaatelfje is 14 cm lang, de staart is gemiddeld 5,9 cm en is relatief kort voor een elfje; de vogel weegt 8 tot 13 gram. De soort vertoont duidelijke seksuele dimorfie: het mannetje is in het broedseizoen opvallend fraai blauw gekleurd op het voorhoofd, de oorstreek, rug en de staart. De keel, oogstreep en de nek zijn zwart of zeer donkerblauw. Mannetjes na de broedtijd, onvolwassen vogels en vrouwtjes zijn overwegend bruin, van boven donkerder dan van onder.
Het ornaatelfje dat op Tasmanië voorkomt is wat donkerder en groter en wordt als een ondersoort beschouwd.

## Voortplanting
Deze in groepen levende vogels bouwen een overdekt nest van gras en spinrag, aan de binnenkant afgewerkt met veertjes en zaadpluis. Het legsel bestaat uit twee tot vier witachtige, gespikkelde eieren, die twaalf tot vijftien dagen worden bebroed. De jongen verlaten na tien tot twaalf dagen het nest.
Opmerkelijk in het gedrag is het feit dat elfjes enerzijds sociaal monogaam zijn, omdat zij een vaste levenspartner kiezen, terwijl beide partners tegelijkertijd tevens seksueel promiscue zijn.

## Verspreiding en leefgebied
Het ornaatelfje komt voor in een groot aantal typen leefgebieden in het oosten en zuidoosten van Australië (zie kaartje). De enige voorwaarde is de aanwezigheid van wat dichte ondergroei. Het ornaatelfje wordt aangetroffen in hoog gras, niet al te dicht bos en struikgewas, heidegebieden, maar ook in stadstuinen. Het ornaatelfje heeft zich aangepast aan het stadsmilieu en komt daardoor voor in de buitenwijken van Sydney, Canberra en Melbourne.
De soort telt zes ondersoorten:
- M. c. cyaneus: Tasmanië.
- M. c. samueli: Flinderseiland.
- M. c. elizabethae: Kingeiland.
- M. c. cyanochlamys: zuidoostelijk Australië.
- M. c. leggei: zuidoostelijk Zuid-Australie.
- M. c. ashbyi: Kangaroo Island.

## Status
De grootte van de populatie is niet gekwantificeerd maar de soort wordt omschreven als algemeen. Op de Rode lijst van de IUCN heeft deze soort de status niet bedreigd.